# Khi tình yêu đến
Khi tình yêu đến (tựa gốc: Charlie St. Cloud) là phim điện ảnh chính kịch của Mỹ năm 2010 dựa trên tiểu thuyết bán chạy của Ben Sherwood mang tên The Death and Life of Charlie St. Cloud do Bantam Books xuất bản năm 2004. Phim do Burr Steers đạo diễn và có sự tham gia của Zac Efron và Amanda Crew.

## Diễn viên
- Zac Efron trong vai Charlie St. Cloud
- Charlie Tahan trong vai Sam St. Cloud
- Amanda Crew trong vai Tess Carroll
- Kim Basinger trong vai Claire St. Cloud
- Ray Liotta trong vai Florio Ferrente
- Augustus Prew trong vai Alistair Woolley
- Donal Logue trong vai Tink Weatherbee
- Tegan Moss trong vai Cindy
- Dave Franco trong vai Timothy Patrick Sullivan
- Chris Massoglia trong vai Old Sam (deleted scenes)
- Brenna O'Brien trong vai Cashier in toy store